# الفضائية اليمنية
الفضائية اليمنية هي القناة الرسمية للجمهورية اليمنية كانت تسمى قبل الوحدة بقناة صنعاء ثم تغير اسمها بعد الوحدة اليمنية 1990 إلى القناة الأولى وظل اسمها بين الناس قناة صنعاء وأسميت قناة عدن بالقناة الثانية.
سيطر الحوثيين على «الفضائية اليمنية» في سبتمبر 2014 عند سيطرتهم على صنعاء، مما دفع بالحكومة اليمنية لإطلاق نسخة أخرى منها ناطقة باسم الحكومة.

## البداية
بدأت القناة البث التلفزيوني سوى عام 1975م عندما افتتحت في صنعاء في 24 سبتمبر من ذلك العام محطة بث للبث التلفزيوني. توسع بثها تدريجياً ليغطي حالياً معظم مناطق البلاد وانتقلت إلى البث الملون في نفس عام 1975م. ويغطي إرسالها على الشبكة الأرضية أرض الجمهورية اليمنية ومناطق حدودية في السعودية وعُمان وقد يصل إلى جيبوتي على مدار اليوم والبث الفضائي كذلك يبث أيضاً في الشبكة الأرضية.

## البث الفضائي
بدأ البث الفضائي في 20/12/1995م على القمر إنتلسات (INTELSAT) (59) نظام تماثلي على البند (C-BAND) وكانت التغطية على الشرق الأوسط أوروبا وأمريكا الشمالية وآسيا وجزء كبير من أفريقيا واستمر حتى أطلق القمر العربي عرب سات (2A) وتم الحجز عليه لبث قناة تلفزيونية إضافة إلى البرنامج العام ثم إضافة البرنامج الثاني عام 2000.